# Moors tijmblauwtje

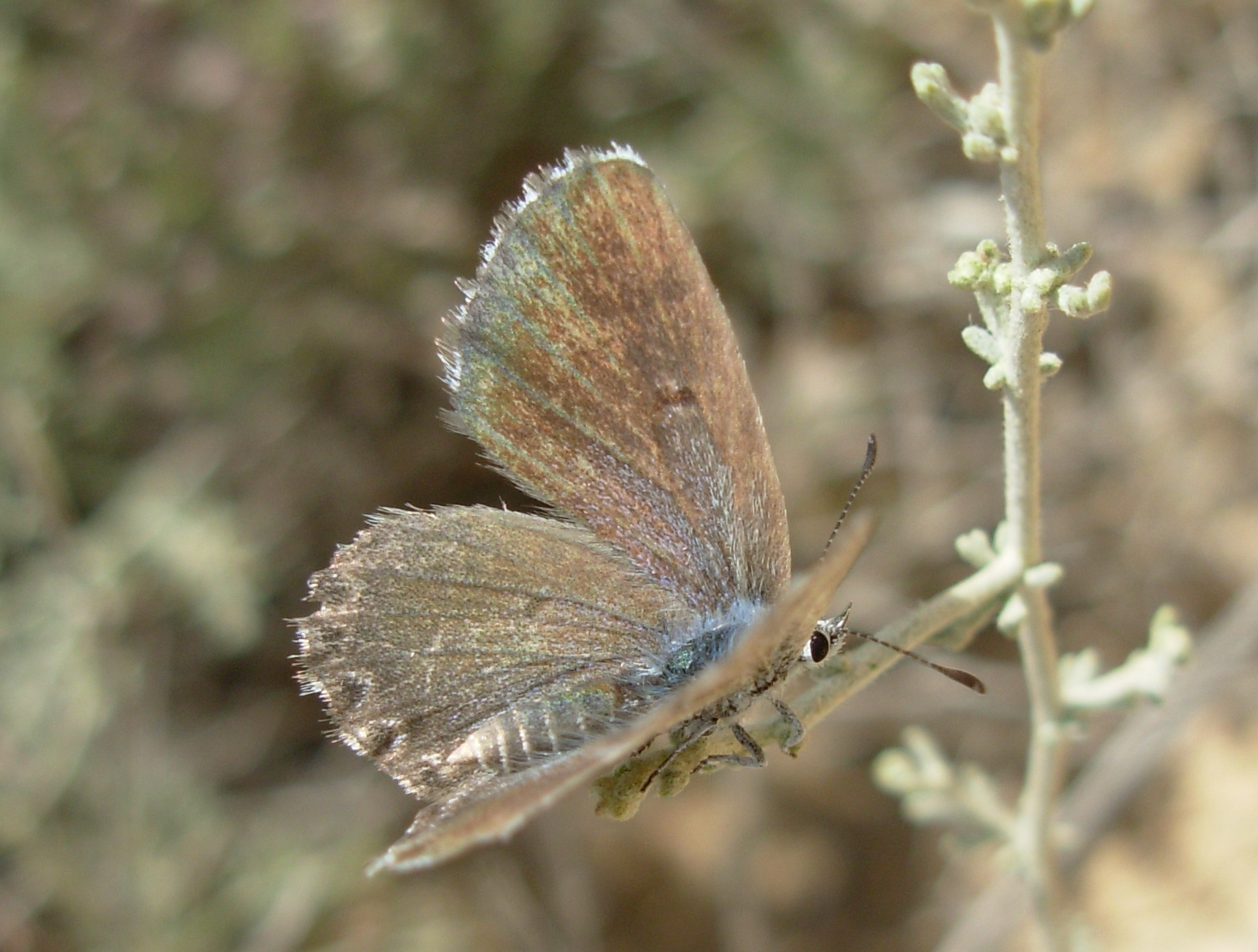

Het Moors tijmblauwtje (Pseudophilotes abencerragus) is een vlinder uit de familie Lycaenidae. De wetenschappelijke naam is voor het eerst geldig gepubliceerd in 1837 door Pierret.
De soort komt voor in Europa.